# Linemen

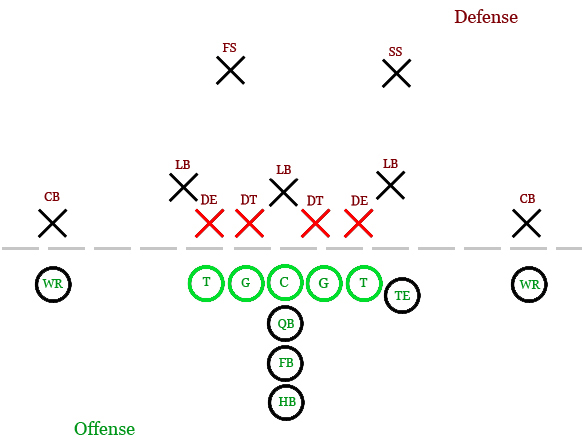
A lineman-ek, azaz a falemberek. védők pirossal (4–3-as formációban), a támadók zölddel jelölve

A linemen, azaz falemberek (ritkán sorjátékosok) az amerikai futballban egy összefoglaló név, azokra a játékosokra, akik a play elején line of scrimmage két oldalán állnak egymással szemben.
A játék szabályai alapján mindig minimum öt támadó falembernek kell lennie a play alatt a pályán. Védekező játékosoknál ez három, négy és öt lehet, attól függően, hogy a védelem milyen taktikát alkalmaz. Egy alapvető védelmi felállás például a 3–4. Az első szám a falemberek számát mutatja, a második a linebackerekét.

## Tagjai
A lineman csoportba több, különböző pozíciójú játékos tartozik.

Az offense részéről:
- center (vagy snapper)
- guard
- offensive tackle

A defense részéről:
- nose tackle
- defensive tackle
- defensive end

## Jellemzőik
A falemberek a csapatok legnagyobb és legerősebb tagjai. Általában a támadóké erősebb a védelemhez képest, a védelemé viszont gyorsabb és mozgékonyabb. Erre mindenképpen szükség van, hiszen rajtuk áll, hogy a védekező csapat meg tudja-e állítani a labda előrejutását vagy sem. Fontos szabály, hogy a falemberek nem kaphatják el az érkező passzokat, csak különleges helyzetben vehetik fel a labdát, például fumble esetén.
A támadó falemberek mezszámai 60 és 69 között, míg a védekezőké 90 és 99 között vannak (de a védekezők alatt itt általában a defensive endet értik). A 70 és 79 közötti rész közös, és a többi védelmi játékosé itt található.

## Feladataik
A támadó falembernek a célja, hogy futójáték esetén vagy lyukat nyissanak a védelemben, amennyiben a running back középen futna fel, vagy fedezzék a futójátékost. Passzjátéknál természetesen a passzt elkapó játékost fedezik.
A védekező falembernek a feladata lényegében a futó játékosok szerelése és a quarterbacken elkövetett sack, hogy területet veszítsen a támadó csapat.

## Külső hivatkozások
- Barry Cawley - Charles Brodgen: Hogyan játsszák? Amerikai futball ISBN 9631097668
- NFL hivatalos oldala

| Amerikai futball-pozíciók                  | Amerikai futball-pozíciók            | Amerikai futball-pozíciók | Amerikai futball-pozíciók             | Amerikai futball-pozíciók | Amerikai futball-pozíciók               | Amerikai futball-pozíciók | Amerikai futball-pozíciók |
| Offense                                    | Offense                              |                           | Defense                               | Defense                   |                                         | Special teams             | Special teams             |
| ------------------------------------------ | ------------------------------------ | ------------------------- | ------------------------------------- | ------------------------- | --------------------------------------- | ------------------------- | ------------------------- |
| Linemen                                    | Guard, Tackle, Center                | Linemen                   | Nose tackle, Tackle, End, Edge rusher | Rúgó játékosok            | Placekicker, Punter, Kickoff specialist |                           |                           |
| Quarterback                                | Quarterback                          | Linebacker                | Linebacker                            | Snapping                  | Long snapper, Holder                    |                           |                           |
| Backs                                      | Halfback, Fullback, H-back, Wingback | Backs                     | Cornerback, Safety                    | Visszahordás              | Punt returner, Kick returner            |                           |                           |
| Elkapók                                    | Wide receiver, Tight end, Slotback   | Backs                     | Nickelback, Dimeback                  | Szerelés                  | Gunner                                  |                           |                           |
| Formációk - Pozíciók története - Stratégia |                                      |                           |                                       |                           |                                         |                           |                           |